# Mypegasus
Die Mypegasus (Eigenschreibweise: MYPEGASUS) ist ein deutscher Dienstleister. Das Unternehmen ist in den Bereichen Transformation, Qualifizierung, Personaltransfer und Outplacement an bundesweit 28 Niederlassungen mit insgesamt 50 Standorten aktiv. Das Unternehmen beschäftigt über 100 feste Mitarbeiter, hinzukommen im Jahresdurchschnitt mehrere Tausend aufgefangene Beschäftigte in Transfergesellschaften. Mypegasus ist tarifgebunden und hat einen Betriebsrat. Alleinige Gesellschafterin von Mypegasus ist eine Stiftung.

## Geschichte
Mypegasus wurde am 1. Mai 1994 in Reutlingen gegründet, um 330 Beschäftigte des Werkzeugmaschinenbauers Burkhardt u. Weber aufzufangen. Gründer waren Jörg Stein und Peter Hunnekuhl, Anwälte für Arbeitsrecht aus Reutlingen. Durch den Verkauf des zum Schweizer Konzerns Georg Fischer AG gehörenden Unternehmens an einen Finanzinvestor gerieten in dieser Zeit mehrere Hundert Arbeitsplätze in Gefahr. Der Arbeitskampf der Mitarbeiter von Burkhardt u. Weber führte zur Gründung einer Beschäftigungsgesellschaft moderner Art, wie sie zuvor vor allem in Ostdeutschland während der 1990er-Jahre entstanden waren. Die damals neue Form einer Beschäftigungsgesellschaft entwickelte sich auf Basis der Beschäftigungspläne bei der Grundig AG Ende der 1980er-Jahre. In den folgenden Jahren wurden Transfergesellschaften zu einem prominenten Instrument moderner Arbeitsmarktpolitik. Der 1. Januar 1996 war Gründungsdatum der „Nürnberger Gesellschaft für Personalentwicklung und Qualifizierung (GPQ)“, die vorrangig regional in Bayern tätig ist.
Als 1996 die Bremer Vulkan-Werft in die Insolvenz ging, wurden 4.276 Arbeitnehmer für eine Zeit von 18 Monaten von Mypegasus aufgefangen. 2000 folgten 1.880 Arbeitnehmer des überschuldeten, damals größten deutschen Bauunternehmens Philipp Holzmann AG. 2003 wechselten 743 Beschäftigte aus dem wirtschaftlich angeschlagenen Telekommunikationsunternehmen Alcatel SEL zu Mypegasus, zwei Jahre später 2.479 Beschäftigte der Adam Opel AG. Als 2009 die insolvente Kaufhauskette Woolworth bundesweit 313 Filialen schloss, übernahm Mypegasus die 3.500 Beschäftigten.  Nach der Insolvenz der Baumarktkette Praktiker/Max Bahr im Jahr 2013 wurden 2.341 Beschäftigte aufgefangen. 2017 folgten 360 Arbeitnehmer der GE Alstom in Mannheim und 670 Solarworld-Beschäftigte aus Arnstadt und Bonn. Ende 2017 war Air Berlin insolvent und überführte 1.128 Beschäftigte in eine Transfergesellschaft, die Mypegasus im Transferverbund mit zwei anderen Transferträgern in Berlin, München und Düsseldorf auffing.
Die Mypegasus befand sich in privater Hand, ehe sie 2018 in die kurz zuvor gegründete Mypegasus Stiftung überführt wurde. Im Rahmen dessen wurde das Unternehmen verstärkt als Transformationsgesellschaft ausgerichtet. 2024 stellte das Unternehmen ein eigenes Instrument im Bereich Künstliche Intelligenz vor, das für die Jobsuche Kompetenzen von Arbeitnehmern erkennen kann und diese mit Anforderungsprofilen vorhandener Datenbanken abgleichen und nach Übereinstimmungen suchen soll.

## Organisation

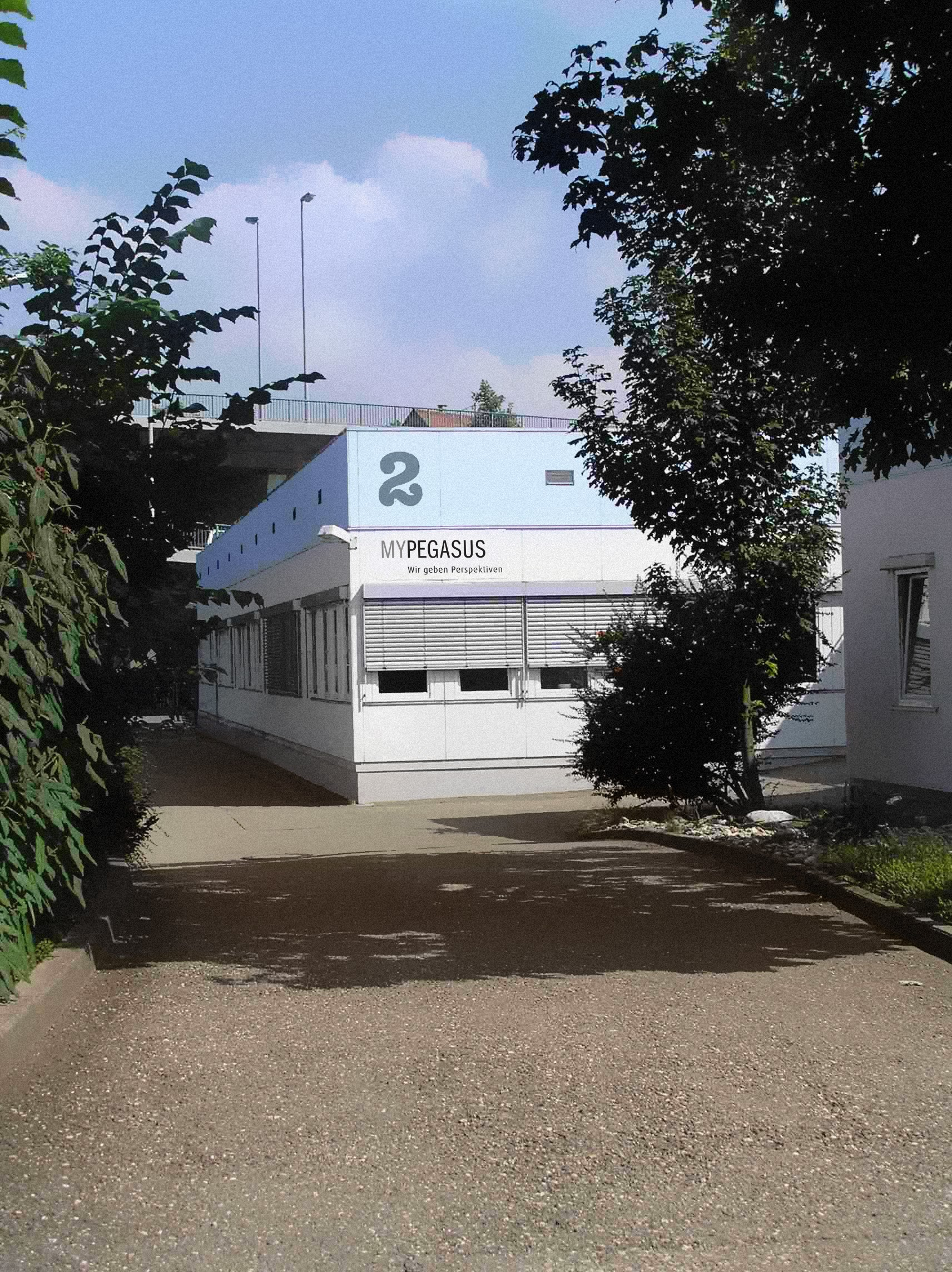
Firmengebäude in Reutlingen

Alleiniger Gesellschafter der Mypegasus ist die gemeinnützige Mypegasus Stiftung, deren Stiftungszweck die Volks- und Berufsbildung ist. Das Vermögen der Stiftung wird von einem vierköpfigen Stiftungsrat verwaltet, während die Stiftungsgeschäfte durch einen Stiftungsvorstand geführt werden.
Zur Unternehmensgruppe Mypegasus Beteiligungs-GmbH mit Sitz in Reutlingen gehören auch folgende Tochtergesellschaften:
- Mypegasus GmbH
- Mypegasus-Nürnberger Gesellschaft für Personalentwicklung und Qualifizierung mbH GPQ
- Mypegasus Transformations GmbH
- Mypegasus Job- und Transfer GmbH
- Mypegasus TSG GmbH
- Mypegasus-Transfer-GmbH
- Mypegasus Akademie GmbH
- Mycon GmbH
- Aqua GmbH
- MYP Immobilien GmbH

Im Geschäftsjahr 2014 erzielte Mypegasus Umsatzerlöse in Höhe von 68,1 Mio. EUR gegenüber von 47,2 Mio. EUR im Vorjahr. Die Bilanzsumme lag bei 51,1 Mio. EUR.
Erster Geschäftsführer der Mypegasus war von 1994 bis 1998 Manfred Leiss. Danach folgte von 1998 bis zu seinem Tod 2015 Rainer Schwille. Zwischen 2015 und 2021 übernahmen Herbert Franz Hansel und Jan Kiehne gemeinsam die Leitung. Seit 1. Januar 2022 ist Jan Kiehne alleiniger Geschäftsführer der Mypegasus.

## Dienstleistungen
Schwerpunkt der Aktivitäten der Mypegasus ist neben der Begleitung von Betrieben in der Transformation die Gründung von Transfergesellschaften. Auf diesem Weg werden von Arbeitsplatzabbau bedrohte Beschäftigte für maximal 12 Monate aufgefangen, wobei sie einen Großteil ihres letzten Nettoeinkommens weiterhin erhalten und als sozialversicherungspflichtig beschäftigt und nicht arbeitslos gelten. Im Rahmen von Beratung, Bewerbertrainings, Qualifizierungen und Vermittlungscoaching werden Beschäftigte unterstützt. Ziel ist die Vermittlung in den Ersten Arbeitsmarkt. Auch der Weg in die Selbstständigkeit ist möglich. Basis der Dienstleistung sind die jeweils gültigen gesetzlichen Grundlagen der §§ 110, 111 SGB III.
Im Rahmen des Outplacements werden Klienten bei der beruflichen Neuorientierung unterstützt. Mit der Mypegasus-Akademie verfügt die Unternehmensgruppe zudem über einen eigenen Bildungsträger, der Bildungsbausteine zur Digitalisierung entwickelt. Ein neuerer Geschäftszweig des Unternehmens sind Angebote zur Transformation. Hierzu zählen Beratung von Unternehmen und Betriebsräten, die Erstellung von Bildungsbedarfsanalysen und Qualifizierungsplänen sowie die Organisation und Umsetzung von Bildungsangeboten.

## Mypegasus Stiftung
Die Mypegasus Stiftung ist eine gemeinnützige Stiftung bürgerlichen Rechts. Zweck der Stiftung ist die Volks- und Berufsbildung. Der Stiftungszweck wird insbesondere verwirklicht durch die Förderung und Umsetzung von Maßnahmen der beruflichen Bildung und Kompetenzentwicklung, durch Förderung der Berufsorientierung sowie durch die Förderung von Maßnahmen zur Integration von Problemgruppen in den Ausbildungs- und Arbeitsmarkt.
Ein erstes Förderungsprojekt der Stiftung nach ihrer Gründung im April 2018 wurde Int2Job, ein Projekt in Düsseldorf zur sprachlichen, sozialen und beruflichen Integration von Geflohenen. Gefördert werden zudem ein Wohnprojekt in Wuppertal sowie ein Tandempartnerprojekt in Berlin, das Zuwandern Kontakte zu Deutschen vermittelt, die ihnen bei der Eingewöhnung in Deutschland helfen können (Stand 2022).

## Auszeichnungen
2020 wurde Mypegasus für seine Arbeitnehmerfreundlichkeit vom F.A.Z.-Institut der Frankfurter Allgemeinen Zeitung und vom Institut für Management- und Wirtschaftsforschung mit dem Zertifikat „Deutschlands begehrteste Arbeitgeber“ ausgezeichnet. Ende 2021 erhielt die Mypegasus die Auszeichnung als Top-Arbeitgeber im Mittelstand 2022 von Focus Business.

## Wissenschaftliche Bewertung der Projekte
Die Arbeitnehmerübernahme aus der Praktiker/Max Bahr-Insolvenz wurde wissenschaftlich begleitet. 7.500 Mitarbeiter wurden 2013 von sechs Trägerunternehmen aufgefangen, Mypegasus übernahm 2.431 Beschäftigte in 116 Filialen. Dabei befragte das Helios-Institut aus Bochum die Teilnehmer der Transfergesellschaften nach Wirksamkeit des Transfers, der Qualität der aufgenommenen Arbeit, der Handlungsfähigkeit, der Orientierung und Beschäftigungsfähigkeit der Teilnehmenden, ferner nach psychosozialen Komponenten des Arbeitswechsels.